# Gammelsträng
Gammelsträng is een plaats in de gemeente Hudiksvall in het landschap Hälsingland en de provincie Gävleborgs län in Zweden. De plaats heeft 54 inwoners (2005) en een oppervlakte van 14 hectare. De plaats ligt op een schiereiland, tussen Norrdellen en Sördellen, twee "deel"meren van het Dellen.